# ちいさな独裁者
『ちいさな独裁者』（ちいさなどくさいしゃ、Der Hauptmann）は、2017年のドイツ・フランス・ポーランドの戦争映画。原題はドイツ語で（陸軍および空軍）大尉の意。

## 概要
監督はロベルト・シュヴェンケ、出演はマックス・フーバッヒャーとミラン・ペシェルなど。
第二次世界大戦末期、偶然の成り行きと言葉巧みなウソによって将校の威光を手に入れた脱走兵の若者が怪物的な独裁者に変貌していく様を描く。1945年にヴィリー・ヘロルトが引き起こした実際の事件をベースにしている。
2017年9月に開催された第42回トロント国際映画祭で初上映された。

## ストーリー
ナチス・ドイツの敗色が濃厚となっていた第二次世界大戦末期の1945年4月、部隊を脱走した空軍上等兵ヴィリー・ヘロルトは、憲兵隊に追われてさまよっていた。追っ手から逃れた彼は、偶然知り合った敗残兵と農家へ盗みに入るが発見され、逃げ延びるも敗残兵は住民に殺されてしまう。その後、打ち捨てられた軍用車両を発見したヘロルトが中をあさると食料の籠や嗜好品、コートが入ったトランクを発見する。夢中で食料を貪り、嗜好品を盗んだヘロルトがさらにトランクを漁ると、空軍将校（降下猟兵大尉）の軍服一式を見つける。寒さに震えていたヘロルトは軽い気持ちでこの快適な軍服を身にまとってみたが、軍袴の裾丈が合わずいまひとつ格好がつかない。そんなことはお構いなしに大尉に扮したヘロルトは追われる身であることを忘れて鼻歌を歌いながら一人芝居に興じる。そこに現れた中年の空軍敗残兵フライタークから、本物の大尉と信じ込まれ指揮下に入れるよう頼まれる。ヘロルトは脱ぎ捨てた上等兵の軍服から自身の軍隊手帳のみ抜き取って残りを処分し、このまま将校になりすますことを思いつく。
ヘロルトはある町の旅館で、「脱走兵による略奪行為を糺す」として、旅館の主人や軍に不信感を持つ住民たちの信頼を得る。住民から被害状況を聞き取るふりをして食事にありついたヘロルトは、その夜、引き立てられてきた脱走兵を住民やフライタークの面前で射殺する羽目に陥る。
旅館を出発したヘロルトは、かつて敗残兵と盗みに入った農家へと向かう。そこでは、粗暴な空軍兵士キピンスキーとその手下が農家の夫婦を脅し狼藉を働いていた。ヘロルトの丈が合っていないズボンを見たキピンスキーは意味ありげに笑うと、部隊とはぐれたから合流させてほしいと頼み込む。ヘロルトは架空の部隊"特殊部隊H"こと"ヘロルト親衛隊"をでっち上げ、その指揮下にキピンスキー一味を引き入れる。
ヘロルトは将校の軍服の威光と言葉巧みなウソによって、道中出会った兵士たちを服従させ指揮下へ収めることに成功する。道中に受けた憲兵の検問では、憲兵大尉のジヒナーから身分証の提示を要求されるが、堂々とした振る舞いでそれを退けた上「総統の特使」であると主張し、ジヒナーからの信頼を得る。ヘロルトの嘘を周囲の人々は真に受け、数日前にヘロルトを追い回したばかりのユンカー憲兵大尉すら、見覚えがあると感じながらも彼の素性に気付かなかった。
ユンカーはヘロルトを、逃亡や略奪を図った味方兵士を収容する施設に連れて行き、警備指揮官を勤める地元の突撃隊幹部シュッテに紹介する。「後方の治安維持」のためにやってきたヘロルトを信頼したシュッテは、ヘロルトに即決裁判を行い未決囚を即時処分するべきと訴える。周囲を欺き身分がバレる心配をしなくなったヘロルトは、軍服の権限と総統の命令であるという嘘を盾に関係機関を騙し、囚人の処遇についての全権を委任される。法曹界出身のハンゼン収容所長は疑念を抱くが、これをもねじ伏せたヘロルトは次第に傲慢な振る舞いをエスカレートさせ、規律維持を名目とした大量殺戮を行う。囚人の扱いに手を焼いていた突撃隊メンバーや粗暴なキピンスキーは率先して囚人への暴行や虐殺に加担し、ヘロルトの素性に疑念を抱いた兵士も彼に従うしかなかった。残酷な処刑に反対していたフライタークすら、死にきれなかった囚人をヘロルトの命令で銃殺させられる。
収容所の実質的な支配者となったヘロルトは軍服の丈を仕立て直し、突撃隊に指示を出して脱走兵を連行させては処刑させ続けていた。
連合国軍が迫り、収容所は砲撃と空襲を受けてシュッテら職員もろとも壊滅した。その後もヘロルトの暴走は止まらず、彼は"ヘロルト即決裁判所"を自称して市街地に繰り出し、連合国軍の侵攻に備えて白旗を掲げていた市長を殺害、町一番のホテルに居座って行き会った人々に対し横暴を働く。その中で、何かとヘロルトに突っかかり、ヘロルトの威を借り好き放題な振る舞いをしていたキピンスキーに難癖をつけて拷問を行い、銃殺刑を言い渡す。ヘロルトに呪詛の言葉を吐きかけたキピンスキーは、街の広場で全裸にされフライタークらから無惨に殺害される。
ホテルに陣取ったヘロルト一行は売春婦を呼び連日下品な宴を催していたが、ある朝ホテルを憲兵隊が急襲し、一同は次々と逮捕される。ヘロルトは慌てて隠し持っていた軍隊手帳を処分しようとするが憲兵に取り上げられ、脱走兵であることが遂に発覚する。ヘロルトは軍法会議に掛けられ、無許可の軍服着用、収容所での虐殺、その他の権力濫用を認め、絞首刑を求刑される。しかし海軍将官は規律維持というヘロルトの弁明にむしろ理解を示し、脱走兵を粛清していたユンカーですらヘロルトの将校らしい堂々とした振る舞いを評価した。結果としてヘロルトが犯した数々の罪に対して最前線勤務という比較的軽い判決が下される。この処分を熱狂的に歓迎する姿勢を見せるヘロルトだったが、そのまま逃げ出して姿を消す。そして敗戦後の1946年、イギリス海軍に逮捕されたヘロルトは嘘を重ねて言い逃れしようとするがもはや通じず、戦争犯罪が明らかにされ5人の元「部下」たちとともに死刑に処された。
本編後のエンドロールでは、ヘロルト即決裁判所の面々が当時の姿のままで現代のゲルリッツ市街を闊歩し、居合わせた市民たちに狼藉を働く姿が描かれる。

## キャスト
※括弧内は日本語吹替。
- ヴィリー・ヘロルト: マックス・フーバッヒャー（ドイツ語版）（杉田智和）
- フライターク: ミラン・ペシェル（ドイツ語版）（多田野曜平）
- キピンスキー: フレデリック・ラウ（土田大）
- シュッテ: ベルント・ヘルシャー（佐々木祐介）
- ハンセン: ワルデマー・コブス（ドイツ語版）（中村浩太郎）
- ユンカー: アレクサンダー・フェーリング（ドイツ語版）
- ロジャー: ザムエル・フィンツィ（ドイツ語版）
- ゲルダ・シュッテ: ブリッタ・ハンメルシュタイン（ドイツ語版）

## 作品の評価
Rotten Tomatoes によれば、批評家の一致した見解は「『ちいさな独裁者』は人間の本性のダークサイドについて冷ややかに説得力のある指摘をしており、そしてある特定の傾向が実際にはほとんど変わらないことを強調している。」であり、53件の評論のうち高評価は83 %にあたる44件で、平均して10点満点中7.57点を得ている。
Metacriticによれば、17件の評論のうち、高評価は12件、賛否混在は5件、低評価はなく、平均して100点満点中67点を得ている。